# Myrtillocactus chicjipe
Myrtillocactus chicjipe là một loài thực vật có hoa trong họ Cactaceae. Loài này được (Gosselin) P.V. Heath mô tả khoa học đầu tiên năm 1992.